# Dong Nai (fleuve)
Cet article possède un paronyme, voir Donai.
Le fleuve Dong Nai (en vietnamien : Sông Đồng Nai) est un cours d'eau du sud du Viêt Nam qui s'étend sur environ 586 kilomètres et se jette dans la mer de Chine orientale. Il a donné son nom à la province de Đồng Nai.
Du temps de l'Indochine française, il était appelé Donnaï, ce terme désignant le cours jusqu'à la mer ; c'est donc un fleuve. 

## Géographie
Le fleuve prend naissance dans les montagnes centrales du Viêt Nam, en pays Moï. Il traverse les districts de Biên Hòa, Long Thành, Bà Rịa et Cần Giuộc. Il se jette à la mer par trois embouchures principales : le Soài Rạp, de navigation peu facile, le Dong Thran, de faible tirant d'eau[pas clair], et enfin le Cua Cần Giờ, entre la pointe de Cần Giờ et le cap Saint-Jacques. Cette embouchure mène à Saïgon. Le fleuve reçoit plusieurs affluents. Le principal est le Bến Nghé, ou rivière de Saïgon. 
Avec le Mékong, c'est un axe historique du commerce avec les pays voisins (Cambodge, Laos, république populaire de Chine, etc.).